# Пушик, Степан Григорьевич
Степан Григорьевич Пу́шик (26 января 1944, село Викторов — 14 августа 2018, Ивано-Франковск) — советский и украинский писатель, поэт, литературовед и фольклорист, журналист, общественно-культурный и политический деятель. Заслуженный деятель искусств Украины (2007).

## Биография
Родился 26 января 1944 года в селе Викторов (ныне Ивано-Франковская область, Украина). Окончил Тлумачский сельскохозяйственный техникум (1964) и Литературный институт имени А. М. Горького в Москве (1973), учился на общенаучном факультете Черновицкого университета (1964), аспирантуре в Институте искусствоведения, фольклора и этнологии имени М. Рыльского НАНУ (1995—1996).
В 1960-х годах работал старшим экономистом в Яворове, Долгополе Косовского и Верховинского районов, служил в Советской армии (на ракетной базе; 1964—1967), а затем корреспондентом газеты «Прикарпатская правда», председателем совета Клуба творческой интеллигенции, руководителем литературной студии. Председатель оргкомитета и первый председатель Ивано-Франковского краевого Общества украинского языка им. Т. Г. Шевченко. Был избран народным депутатом Верховной Рады Украины первого демократического созыва и был председателем подкомиссии по вопросам национальных меньшинств Комиссии культуры и духовного возрождения. Входил в состав оппозиционной Народной Рады (1990—1994).
Одновременно — доцент КГУ имени Т. Г. Шевченко, затем профессор кафедры украинской литературы Прикарпатского университета имени В. Стефаника. Исследовал мифологию славян, фольклор и историю края, писал об известных украинских культурных деятелей. Кандидат филологических наук
Автор многих поэтических и прозаических сборников, фольклорных записей, книг для детей, литературоведческих и краеведческих работ, исследования о карпатских корнях Т. Шевченко «Славный предок Кобзаря», исследования о «Слове о полку Игореве», о славянской и праукраинской мифологии («Бусова книга»), повесть о Владимире Ивасюке («Молнии бьют в самые высокие деревья»). Оригинальные избранные произведения вышли в 6 томах (7 книгах), в 7 отдельных сборниках выдано записи народных сказок, песен, украинских тостов, присказок.
Ему принадлежит перевод нескольких стихотворений караимского поэта Захарии Абрагамовича.
Более 150 стихотворений С. Пушика положены на музыку композиторами А. Билашем, А. И. Кос-Анатольским, В. Ивасюком, Б. Юрковым, Б. Шиптуром, А. Гавришем, М. Гаденко, Тарасом Пушиком и др. Они вошли в репертуар исполнителей Д. Гнатюк, С. М. Ротару, А. Ю. Мокренко, Н. К. Кондратюка, супруги Белоножко, Н. Кривеня, В. Пируса, М. Сливоцкого, ансамблей «Кобза», «Мечта», «Росинка», Гуцульского ансамбля, хора «Трембита», капеллы бандуристов, Черкасского народного хора и других отечественных и зарубежных коллективов.
Со школьных лет записывал фольклор и имел его уникальную (более 200 томов) коллекцию, малая часть которой издана книгами: народные сказки «Волшебный горшочек» (в соавторстве, 1971), «Сказки Подгорья» (1976), «Золотая башня» (1983, лет. запись), «Серебряные волы» (1995). Упорядочил и издал книгу лирических песен «Смеются, плачут соловьи» (1989), в которую включил собственные записи фольклора. Вышли «Песни Карпат» (в соавторстве, 1972), «Украинские тосты» (1997, 2002), «Присказки» (2009). Поэтическое мировосприятие, хорошее знание народной поэзии, фольклориста экспедиции, журналистская работа, путешествия (С. Пушик побывал во многих странах мира, был участником альпинистской экспедиции в Гималаях, почти во всех республиках бывшего СССР, населенных пунктах Карпат, Закарпатья и Прикарпатья) синтезировались в оригинальную прозу. Повесть «Перо Золотой птицы» (1978, 1979, 1982, 1989, 2004) была новым явлением в украинской прозе (отмечена 3-й премией на конкурсе на лучшую повесть, роман о современнике), жанрово (как роман из народных уст) произведение «Страж-гора» подтвердил рождение оригинального прозаика, роман выдержал много изданий (1981, 1982, 1985, 1989, 2004, 2005 годы).
Хорошо встретила критика сборник рассказов и повестей «Ключ-зелье» (1981), повести и эссе «Дарабы плывут в легенду» (1991), новеллы и рассказы «Ватра на Чёрной горе» (2001, отмечена первой премией Украинского Свободного университета в Нью-Йорке фонда Воляников-Швабинских), повести и рассказы «Славный предок Кобзаря» (2001), роман «Галицкая брама» (1989, 2006), книги публицистики «Ивано-Франковщина» (1984), «Украинцы в Тюмени» (2000, в соавторстве); ряда фотоальбомов (совместно с В. Филиппюком и О. Минделем): «Земли неувядающая красота. Ивано-Франковщина» (1985), «Из верховины тысячелетий. Ивано-Франковщина» (1999), «Город на Быстрицах. Ивано-Франковск» (1999), «Где шум потоков и елей» (2003).
Переиздал «Народный календарь» А. Онищука, опубликовал историческое эссе «Бусова книга» (2001—2004, 2007—2008).
Автор перевода и многих исследований о «Слово о полку Игореве» (в частности — «Кровавая свадьба на Каяле», 1990, — в книге «Дарабы плывут в легенду»; "Новое о «Слово о плъку Игореве», 2012), «Моление Даниила Заточника», трудов по литературоведению, фольклористике, этнографии, историографии, краеведению, культурологии, статей для энциклопедий и проч. В частности, высказал гипотезу, что автором «Слова…» и «Моление…» является князь Владимир, сын Ярослава Осмомысла и брат Ярославны, жены Игоря Святославича.
На сцене Ивано-Франковского облмуздрамтеатра имени И. Франко шли спектакли, пьесы «Земля моя» (в соавторстве), «Заплаканные окна» (1996), «Золотой Ток» (1999), «Я иду по своей земле» (2005).
Избранные произведения С. Пушика в 6-ти томах, 7-ми книгах выдаются в течение 2004—2012 гг.
Степан Пушик — автор одного из крупнейших дневников в мире. Этот дневник насчитывает около 300 томов, в каждом из которых до 200 страниц. Член СПУ и Украинского ПЕН-клуба.
Похоронен в родном селе Викторов.

## Награды и премии
- Заслуженный деятель искусств Украины (2007)
- Государственная премии имени УССР Т. Г. Шевченко (1990) — за книги «Страж-гора», «Галицкая брама», премий имени В. Стефаника, П. Чубинского, Мирослава Ирчана, А. Копыленко
- Международная литературная премия имени Воляников-Швабинских Украинского Свободного Университета в Нью-Йорке
- Орден «За заслуги» II степени (2017)[2]
- Орден «За заслуги» III степени (1997)[3]
- Юбилейная медаль «25 лет независимости Украины» (2016)[4]